# Приозёрная улица (Москва)
Приозёрная у́лица — улица на севере Москвы, в микрорайоне Черкизово Молжаниновского района Северного административного округа, почти перпендикулярна Ленинградскому шоссе.
Код ОКАТО: 45277584000. Код ОКТМО: 45343000.

## Названия
До 1986 года данная улица называлась Озёрная, в бывшем посёлке городского типа Новоподрезково (ныне микрорайон), часть которого (8 улиц), в 1985 году, вошла в состав Москвы, но так как в столице Союза ССР уже была Озёрная, то переименовали входящую в состав Ленинградского района Новоподрезковскую Озёрную.

## Описание
Приозёрная улица начинается от Ленинградского шоссе, проходит прямо на юго-восток 430 метров и разделяется одна часть (133 метра) идёт прямо и другая часть (680 метров) огибает Черкизовский пруд справа, являющимся одним из древнейших прудов Москвы, и обе части доходят до границы с Подмосковьем.
На Приозёрной улице расположены дома и строения (нумерация со стороны «Ленинградки»: № 3; № 3 А; № 4; № 5; № 6; № 7; № 9; № 10; № 11; № 12; № 13; № 14; № 15; № 16; № 18, строение № 1; № 18, строение № 2; № 19; № 20; № 21; № 22; № 23; № 24; № 25; № 26; № 27, строение № 1; № 27, строение № 2; № 28; № 29; № 30; № 32; № 34; № 36; № 38; № 40; № 42; № 44; № 46; № 48, строение № 1; № 48, строение № 2; № 50; № 52; № 56; № 56, строение № 1; № 58; № 60; № 62; № 64;.
На улице, по её всей длине, отсутствуют: тротуары, велосипедные дорожки, пешеходные переходы, велосипедные парковки, стелы пешеходной навигации и частично освещение. Ширина улицы, в некоторых местах, сократилась до 4,5 — 5 метров по причине захвата земли (перемещения заборов) жителями микрорайона.

## Транспорт

### Автобусы
По улице маршруты наземного транспорта не проходят. Ближайшие остановки находятся на Ленинградском шоссе, где останавливаются автобусы 13, 30, 283, 350, 400, 440, 465, 484, 817, 851, 865.

### Железнодорожный транспорт
Ближайшие станции — «Подрезково» и «Новоподрезково», на главном ходу Ленинградского направления Октябрьской железной дороги.